# Frank Gardner
Frank Gardner (1 d'octubre del 1930, Sydney, Austràlia - 29 d'agost de 2009) fou un pilot de curses automobilístiques australià que va arribar a disputar curses de Fórmula 1. Va destacar per les seves victòries al British Touring Car Championship o Campionat britànic de turismesque va conquerir en tres temporades (1967, 1968 i 1973).

## Carrera automobilísitca
Frank Gardner va debutar a la cinquena cursa de la Temporada 1964 de Fórmula 1 (la quinzena temporada de la història), disputant l'11 de juliol el Gran Premi de Gran Bretanya del 1964 al Circuit de Brands Hatch. Va participar en un total de nou curses puntuables pel campionat de la F1, disputades en tres temporades diferents no consecutives (1964-1965 i 1968) aconseguint una vuitena posició com a millor classificació en una cursa i no assolí cap punt pel campionat del món de pilots.

## Resultats a la Fórmula 1
| Any  | Equip                     | Xassís  | Motor | 1      | 2       | 3       | 4   | 5       | 6      | 7       | 8       | 9       | 10  | 11  | 12  | Posició | Punts |
| ---- | ------------------------- | ------- | ----- | ------ | ------- | ------- | --- | ------- | ------ | ------- | ------- | ------- | --- | --- | --- | ------- | ----- |
| 1964 | John Willment Automobiles | Brabham | Ford  | MON    | HOL     | BEL     | FRA | GBR Ret | ALE    | AUT     | ITA     | USA     | MEX |     |     | -       | 0     |
| 1965 | John Willment Automobiles | Brabham | BRM   | SUD 12 | MON Ret | BEL Ret | FRA | GBR 8   | HOL 11 | ALE Ret | ITA Ret | USA     | MEX |     |     | -       | 0     |
| 1968 | Bernard White Racing      | BRM     | BRM   | SUD    | ESP     | MON     | BEL | HOL     | FRA    | GBR     | ALE     | ITA NVQ | CAN | USA | MEX | -       | 0     |

### Resum
| Curses: | Victòries: | Pòdiums: | Poles: | Voltes ràpides: | Punts: |
| ------- | ---------- | -------- | ------ | --------------- | ------ |
| 9       | 0          | 0        | 0      | 0               | 0      |